# Tatort: Perfect Mind – Im Labyrinth
Perfect Mind – Im Labyrinth ist ein Fernsehfilm aus der Krimireihe Tatort. Der von der MTM Cineteve GmbH im Auftrag des Bayerischen Rundfunks und Telepool produzierte Beitrag wurde am 15. Dezember 1996 im Ersten als 348. Folge der Reihe zum ersten Mal gesendet. Die Münchner Kommissare Batic und Leitmayr ermitteln ihren 15. Fall und haben einen Todesfall aufzuklären, der unmittelbar zu einer Sekte führt. Dabei geraten sie immer mehr in ein Geflecht von Manipulation, Betrug, Misstrauen und Bespitzelung.

## Handlung
Philipp Ems, Mitarbeiter einer Werbefirma, wird als Lockvogel der Sekte „Perfect Mind“ auf die Richterin Beate Helmstedt angesetzt. Er provoziert einen Streit, in dessen Folge er in Helmstedts Wohnung über ein Geländer in die Tiefe stürzt und dabei stirbt. Die geschockte Richterin versucht, Hilfe zu holen, aber das totale Überwachungssystem der Sekte verhindert dies. Das Telefon wurde abgeschaltet und als sie auf die Straße rennt, ist die Telefonzelle nicht frei. Als sie zurück in ihre Wohnung kommt, ist die Leiche verschwunden.
Batic und Leitmayr finden Ems tot in seiner Wohnung, in einer dem Unfall nachgestellten Position. Die Untersuchung der Wohnung führt die Ermittler unmittelbar zu der Sekte und in seinem Computer finden sich versteckte Dateien, in denen die Ermittler einen „Steckbrief“ von Richterin Beate Helmstedt entdecken; genau der Richterin, die über den Antrag der Sekte auf Eintragung als Religionsgemeinschaft zu befinden hat. Mit diesem Status würde die Sekte Millionenbeträge an Steuergeldern sparen. Da sich auch diverse Dateien mit Gerichtsunterlagen finden, wird Helmstedt dazu befragt. Sie ist entsetzt und kann sich das nicht erklären. Auf Ems angesprochen leugnet sie, ihn gekannt zu haben. Der Staatsanwalt hat bereits das Alibi der Richterin überprüfen lassen und ist sicher, dass die Sekte nichts unversucht lassen wird, die für solche Fälle hochqualifizierte Richterin durch einen unfähigeren Beamten ersetzen zu lassen, damit dem Antrag der Sekte am Ende stattgegeben wird.
Leitmayr bekommt persönlichen Kontakt zu Ems' Schwester Milena, die selbst ein hochrangiges Sektenmitglied ist. Da sie sich mitschuldig fühlt am Tod ihres Bruders, kooperiert sie heimlich mit der Polizei. In der Sekte hat Milena die freigewordene Position ihres Bruders übernommen. Der Sektenchef Hanno Haak möchte sie sogar in die Sektenleitung von „Perfect Mind“ haben. Üblicherweise gehört dazu ein quälendes Verhör, das von Renz und Haak durchgeführt wird, und Milena hält der psychischen Tortur nur mit Mühe stand. Sie soll als Lockvogel für Karl-Heinz Rennig dienen, den Sektenbeauftragten der Landesregierung und Gutachter im bevorstehenden Prozess. Seine Frau ist bei einem Autounfall ums Leben gekommen und Milena sieht ihr verblüffend ähnlich. Sie ahnt, dass Haak sie nur zu diesem Zweck nach München geholt hat und dass auch ihr Bruder in ähnlicher Weise für „Perfect Mind“ gearbeitet hatte.
Inzwischen findet die Spurensicherung in Ems Wohnung Fingerabdrücke seiner Exfreundin Debora Kern, die daraufhin unverzüglich unter Mordverdacht gerät und verhört wird. Da Ems dem Trennungsbefehl der Sekte gefolgt ist, sie ihn aber immer noch liebt, hätte sie damit ein plausibles Tatmotiv. Leitmayr setzt sie beim Verhör so unter Druck, dass sie einen Selbstmordversuch unternimmt. Milena hält es jedoch für wahrscheinlich, dass die Sekte dafür gesorgt hat, dass man Debora Kern verdächtigt, um vom eigentlichen Täter abzulenken. Die Macht der Sekte wird noch deutlicher, als Leitmayr erkennen muss, dass sein privates Seminar für Führungskräfte, das er derzeit absolviert, unter der Leitung von Sektenchef Hanno Haak steht. Zu spät bemerkt er, dass ihm die vierstellige Kursgebühr rückerstattet wurde, als die Ermittlungen gegen die Sekte begannen. Da der Staatsanwalt davon in Kenntnis gesetzt wird, will er Leitmayr sofort von diesem Fall entbinden. Batic gelingt es jedoch, Jeschonnek von der Spurensicherung zu entlarven, die Beweise gegen Debora Kern fingiert zu haben. Des Weiteren findet er eine Wanze im Büro des Staatsanwalts, sodass auch an der theoretischen Verstrickung Leitmayrs mit der Sekte gezweifelt werden muss.
Batic und Leitmayr wurden darüber informiert, dass die Sekte ihren eigenen Geheimdienst aufgebaut hat und sie Beweise finden könnten, wenn sie unverzüglich in Haaks Werbefirma eine Hausdurchsuchung machen würden, um die Unterlagen zu sichern. Da das dem Überwachungssystem der Sekte nicht verborgen geblieben ist, entfernen sie diese Beweise und bringen sie außer Haus. Milena wird indessen bei ihrem Doppelspiel entlarvt und vor einen Zug geworfen, getarnt als Selbstmordversuch. Über ein ausgestiegenes Sektenmitglied versuchen Batic und Leitmayr, Milenas Gehirnwäsche rückgängig zu machen. So gelingt es den Ermittlern, an die Kassette des Überwachungsvideos und an die Fotos zu gelangen, die Haak von den Vorgängen im Haus der Richterin hat machen lassen.
Mit diesen Beweisen konfrontieren sie Richterin Helmstedt, die gerade mitten in der Verhandlung steht, in der sie über die Anerkennung von „Perfect Mind“ als Religionsgemeinschaft entscheiden wird. Daraufhin unterbricht sie die Verhandlung und stellt sich dem Staatsanwalt, der bereits an der Tür wartet.
Als Gegenleistung für die Beweise gegen Helmstedt mussten Batic und Leitmayr Haak versprechen, dass er bei den aktuellen Ermittlungen nicht weiter belangt wird.

## Hintergrund
Die Produktion zu Perfect Mind – Im Labyrinth übernahm dieses Mal die MTM Cineteve GmbH in München-Geiselgasteig unter Leitung von Andreas Bareiß. Die Firma produziert von 1994 bis 2003 und arbeitet seit 1999 mit Bavaria Film zusammen. Für ihre Darstellung der „Milena Ems“ erhielt Natalia Wörner im Dezember 1996 den „Goldenen Gong“.

## Rezeption

### Einschaltquoten
Die Erstausstrahlung von Perfect Mind – Im Labyrinth am 15. Dezember 1996 wurde in Deutschland von 7,11 Millionen Zuschauern gesehen und erreichte einen Marktanteil von 20,00 Prozent für Das Erste. Beim Tatortblog erreicht die Episode Platz 327 von 911 möglichen.

### Kritiken
Bei Moviesection.de vergibt Thomas Ays vier von fünf möglichen Sternen und urteilt: „Regisseur Friedemann Fromm inszenierte das Drehbuch, das von seinem Bruder Christoph geschrieben wurde, zwar nicht vollkommen logisch, legt aber eine glaubhafte Ausstattung, tolle Bilder und eine erhöhte Spannungskurve vor. Hinzu kommt die fantastische Besetzung. Ulrich Tukur als fieser Schurke macht eine authentische Figur und weiß in jeder Facette seines Charakters zu glänzen, und auch Natalia Wörner kann als Milena Ems überzeugen. Die beiden Kommissare, gespielt von Udo Wachtveitl und Miroslav Nemec sind hier besonders gefordert und wissen mit den neuen Herausforderungen gut umzugehen. ‚Perfect Mind – im Labyrinth‘ ist ein Super-Thriller geworden, der gesellschaftlich hoch brisant und deshalb umso wichtiger wurde. Toll!“
Die Kritiker der Fernsehzeitschrift TV-Spielfilm bestätigen der Episode „feine Akteure und ein cooles Finale retten die etwas hysterische Geschichte. [Das Ganze wirkt] etwas überambitioniert [ist aber] trotzdem o. k.“